# Яцко, Игорь Владимирович
Игорь Владимирович Яцко (род. 30 августа 1964, Саратов, СССР) — советский и российский актёр театра и кино, театральный режиссёр и педагог.
Заслуженный артист Российской Федерации (2001).

## Биография
Игорь Яцко родился 30 августа 1964 года в Саратове.
Свой творческий путь начал в Саратове. В 1985 году, окончив Саратовское театральное училище имени И. А. Слонова (курс Ю. П. Киселёва), он стал актёром Саратовского ТЮЗа. В 1988 году, осознав, что ему интересно идти дальше и узнавать новое, Игорь Яцко становится студентом ГИТИСа (курс Анатолия Александровича Васильева), а два года спустя — актёром театра Анатолия Васильева «Школа драматического искусства».
Театр Васильева — это, прежде всего, школа, а работа в этом театре — это, прежде всего, непрерывный процесс обучения, поиска; это постоянные лабораторные работы, различные тренинги, опыты, исследования. Именно в результате этих лабораторных работ на свет появилось такие спектакли с участием Игоря Яцко как: «Сегодня мы импровизируем» Л. Пиранделло (1990), «Государство» Платон (1992—2000), «Иосиф и его братья» Т. Манн (1993), «Амфитрион» Мольер (1994), «А. С. Пушкин. „Дон Жуан или Каменный гость“ и другие стихи» (1998), «Моцарт и Сальери» А. С. Пушкин (2000), «Илиада. Песнь двадцать третья» Гомер (1997—2004), «Каменный гость или Дон Жуан мёртв» (2006) и многие другие. Эти спектакли ШДИ были показаны на многих театральных фестивалях.
В 2004 году Игорь Яцко попробовал себя в роли режиссёра. 24-часовой хэппенинг «100 лет. День Леопольда Блума. Извлечение корня времени» был занесен в «Книгу рекордов России» как самый продолжительный театральный марафон. В 2005 году в театре киноактёра поставил «Мера за Меру» (У. Шекспир), в 2007 году с той же молодой труппой театра — спектакль «Собака на сене» (Л. де Вега). Кроме того, 2007 год ознаменовался новой режиссерской работой и в стенах Школы драматического искусства — «Кориолан» (У. Шекспир).
В декабре 2007 года назначен главным режиссёром театра «Школа драматического искусства», с 2014 года — художественным руководителем режиссёрско-актерской лаборатории театра «Школа драматического искусства».
Впервые на киноэкране Игорь Яцко появился в 2001 году в эпизодической роли в сериале «Чёрная Комната». В 2002 году, на экраны вышел фильм Александра Хвана «Шатун». Финальный монолог героя Игоря Яцко из этого фильма стал своеобразной визитной карточкой актёра. Его заметили и стали приглашать сниматься такие режиссёры, как Александр Хван, Ю. Кузьменко, Б. Мирза, А. Хамраев, А. Пуустусмаа, Макс Фэрбербёк и др.
Со временем, к актёрской деятельности добавилась и преподавательская. Сначала в стенах Школы, с 2001 года — в Театральном Центре «Эколь д’Арт», с 2007 года — в Международном Славянском Институте имени Г. Р. Державина. В 2017 году впервые набрал курс по специальности «артист драматического театра и кино» в Институте культуры и искусств МГПУ.

## Творчество

### Роли в театре

#### Саратовский ТЮЗ
- 1985 — «Новоселье в старом доме» Александра Кравцова. Режиссёр: Юрий Киселёв — Игорь[3]
- 1986 — «Как важно быть серьёзным» Оскара Уайльда. Режиссёры: Юрий Киселёв, Елена Росс — Джон Уординг

#### Школа драматического искусства
- 1989 — «Разговоры запросто» (Эразм Роттердамский). Режиссёр: Анатолий Васильев — Юноша
- 1989 — «Упадок лжи. Критик как художник» (Оскар Уайльд). Режиссёр: Анатолий Васильев — Гилберт, Вивиан
- 1990 — «Диалоги» (Платон-Магритт). Режиссёр: Анатолий Васильев — Дионисодор, Глевкон
- 1990 — «Сегодня мы импровизируем» (Луиджи Пиранделло). Режиссёр: Анатолий Васильев — Риико Верри
- 1992 — «Государство» (Платон). Режиссёр: Анатолий Васильев — Фрасимах
- 1993 — «Иосиф и его братья» (Томас Манн). Режиссёр: Анатолий Васильев — Иосиф, Петепря, Рувин
- 1993 — «Каждый по своему» (Луиджи Пиранделло). Режиссёр: Анатолий Васильев — Доро Палегари, Диего
- 1994 — «Амфитрион» (Жан-Батист Мольер). Режиссёр: Анатолий Васильев — Меркурий, Юпитер
- 1994 — «Разговоры с Поэтом» (Александр Пушкин). Режиссёр: Анатолий Васильев — Поэт, Дон Жуан
- 1995 — «Дядюшкин сон. Главы» (Фёдор Достоевский). Режиссёр: Анатолий Васильев
- 1997 — «Игрок» (Фёдор Достоевский). Режиссёр: Анатолий Васильев — Алексей Иванович
- 1998 — «Дон Жуан или Каменный Гость и другие стихи Пушкина» (Александр Пушкин). Режиссёр: Анатолий Васильев — Дон Гуан
- 1999 — «К*** (Theatre et concert)» (Александр Пушкин). Режиссёр: Анатолий Васильев
- 2000 — «Товарищам, в искусстве дивном» (Александр Пушкин). Режиссёр: Анатолий Васильев — Моцарт
- 2000 — «Моцарт и Сальери. Requiem» (Александр Пушкин). Режиссёр: Анатолий Васильев — Моцарт
- 2001 — «Кровавая свадьба» (Федерико Гарсиа Лорка). Режиссёр: Анатолий Васильев — Леонардо
- 2001 — «Пушкинский утренник» (Александр Пушкин). Режиссёр: Анатолий Васильев — Гимназист
- 2003 — «Из путешествий Онегина. Диалоги и коллажи» (Александр Пушкин). Режиссёр: Анатолий Васильев — Приятель Поэта — сам Поэт
- 2004 — «Илиада. Песнь XXIII. Погребение Патрокла. Игры» (Гомер). Режиссёр: Анатолий Васильев — Воин — Рапсод
- 2004 — «100 лет. День Леопольда Блума. Извлечение корня времени» (Джеймс Джойс). Режиссёр: Игорь Яцко — Стивен Дедал
- 2006 — «Каменный Гость или Дон Жуан мертв» (Александр Пушкин). Режиссёр: Анатолий Васильев — Дон Гуан
- 2008 — «Смерть дикого воина» (Даниил Хармс, Лев Толстой). Режиссёр: Игорь Яцко
- 2009 — «Фауст» (Иоганн Вольфганг фон Гёте). Режиссёр: Игорь Яцко — Фауст
- 2010 — «Тарарабумбия» (Режиссёр: Дмитрий Крымов)
- 2019 — «Женитьба» (Режиссёр: Александр Огарев) — Подколесин

#### Московский драматический театр «Модерн»
- 2017 — «О дивный новый мир» Олдоса Хаксли — Монд
- 2017 — «Юлий Цезарь» Уильяма Шекспира— Кассий

### Театральные постановки
- 2004 — «100 лет. День Леопольда Блума. Извлечение корня времени» (Джеймс Джойс) — Школа драматического искусства
- 2005 — «Мера за меру» (Уильям Шекспир) — Государственный театр киноактёра
- 2007 — «Собака на сене» (Лопе де Вега) — Государственный театр киноактёра
- 2007 — «Кориолан» (Уильям Шекспир) — Школа драматического искусства
- 2008 — «Смерть дикого воина» (Даниил Хармс, Лев Толстой) — Школа драматического искусства
- 2008 — «Каменный ангел» (Марина Цветаева) — Школа драматического искусства[4]
- 2009 — «Фауст» (Иоганн Вольфганг фон Гёте) — Школа драматического искусства
- 2009 — «Саломея» (Оскар Уайльд) — Школа драматического искусства
- 2009 — «Полоумный Журден» (Михаил Булгаков) — Студия Ирины Феофановой
- 2018 — «Укрощение строптивой» (Уильям Шекспир) — Государственный театр киноактёра
- 2018 — «Метаморфозы I: Лёгкое дыхание» (режиссёр отрывков; по рассказам Антона Чехова и Ивана Бунина) — Государственный театр киноактёра
- 2018 — «Метаморфозы II: Жёны артистов» (режиссёр отрывков; по рассказам Антона Чехова и Ивана Бунина) — Государственный театр киноактёра
- 2018 — «Метаморфозы III: Враги» (режиссёр отрывков; по рассказам Антона Чехова и Ивана Бунина) — Государственный театр киноактёра
- 2019 — «Сирано де Бержерак» (Эдмон Ростан) — Государственный театр киноактёра
- 2019 — «Метаморфозы V: Мадрид» (режиссёр отрывков; по рассказам Антона Чехова и Ивана Бунина) — Государственный театр киноактёра
- 2023 — «Васса Железнова» (Максим Горький) — Школа драматического искусства[5]

### Фильмография
- 2001 — Чёрная комната — охранник
- 2001 — Шатун — Андрей Вешний
- 2002 — Александр Пушкин — студент
- 2003 — Желанная — Николай Николаевич
- 2003 — Курорт особого назначения — Михаил
- 2004 — Место под солнцем — авторит Лунёк
- 2004 — Слепой — Василий Волков
- 2005 — Доктор Живаго — Блажейко
- 2005 — Гражданин начальник 2 — Лаврентий
- 2006 — Охота на гения — Глеб Савченко
- 2006 — Трое сверху — Михаил
- 2007 — Бегущая по волнам — Бутлер
- 2007 — Красный жемчуг любви — Федор
- 2007 — Антидурь — Леонид «Лимонка»
- 2007 — 1814 — Франц Осипович Пешель, доктор
- 2007 — Русалка — работодатель
- 2008 — Безымянная — одна женщина в Берлине — эпизод
- 2008 — Дорогие дети — Боцман, бандит «хозяин города»
- 2008 — Защита — Игорь Сергеевич Леонидов
- 2008 — Иллюзия страха — капитан
- 2009 — Журов — Дмитрий Викторович Анисимов, ректор мед ВУЗа
- 2010 — Парень с Марса — Бумбокс
- 2010 — Варенье из сакуры
- 2010 — Гаражи — следователь
- 2011 — ПираМММида — Резо
- 2011 — Раскол — Афанасий Пашков
- 2011 — Метод Лавровой — Егор, режиссер
- 2011 — СК — Юрий Васильевич Дорожев/Косичка
- 2012 — Восьмидесятые (сезон 2) — Фёдор Викторович Поляков, отец Кати
- 2012 — Белая гвардия — Горболаз
- 2012 — 451° по Фаренгейту (фильм-спектакль) — Битти
- 2012 — Выхожу тебя искать 2 — Антон Павлович Мишанин
- 2012 — Лист ожидания — Яков, сектант (третья серия)
- 2013 — Студия 17 — Кириакос
- 2013 — Репетиции — Дмитрий Николаевич, режиссер
- 2013 — Цезарь — эксперт Кротов Борис Карлович
- 2014 — Мама дарагая — «Химик», коллега Славика, бывший рокер
- 2014 — Виктор — Вадим, полицейский
- 2014 — Картонный человек (короткометражный)
- 2016 — Небеса подождут
- 2016 — Остров — эпизод
- 2017 — Три сестры — Тузенбах
- 2018 — Вместе с Верой — Лихмин
- 2018 — Год свиньи — Святой
- 2020 — Из Ховрино (короткометражный)
- 2021 — Лебединое озеро
- 2022 — Amore more — Конторович